# NGC 640
NGC 640 je galaksija u zviježđu Kit.

## Vanjske poveznice
- SEDS: NGC 0640